# 구금당
구금당(歐錦棠, 1963년 4월 26일 ~ )은 홍콩의 배우이다.
1986년 연극배우 첫 데뷔하였다.

## 출연 작품
- 삼인행: 생존게임
- 마경
- 작전명 제트 스톰
- 절청풍운 3
- 절청풍운
- 혈전
- 바디 웨폰
- 상견니
- 식신
- 혈성
- 칠월십삼지용파
- 007 북경특급 2
- 엔젤스 오브 미션 - 드라마
- 열화웅심 2 - 드라마